# Daniel Smethurst
Daniel Smethurst (Oldham, 13 oktober 1990) is Brits tennisspeler. Hij heeft nog geen ATP-toernooi gewonnen. Wel deed hij al mee aan een grandslamtoernooi. Hij heeft drie challengers in het dubbelspel op zijn naam staan.

## Palmares dubbelspel
| Nr.                                  | Datum            | Toernooi   | Ondergrond    | Partner       | Tegenstanders in finale         | Score            |
| ------------------------------------ | ---------------- | ---------- | ------------- | ------------- | ------------------------------- | ---------------- |
| gewonnen challengers herendubbelspel |                  |            |               |               |                                 |                  |
| 1.                                   | 11 november 2013 | Champaign  | hardcourt (i) | Edward Corrie | Austin Krajicek Tennys Sandgren | 7-6, 0-6 [10-7]  |
| 2.                                   | 17 maart 2014    | Rimouski   | hardcourt (i) | Edward Corrie | Germain Gigounon Olivier Rochus | 6-2, 6-1         |
| 3.                                   | 14 juli 2014     | Binghamton | hardcourt     | Daniel Cox    | Marius Copil Serhij Stachovsky  | 6-7, 6-2, [10-6] |

## Resultaten grote toernooien
| Legenda | Legenda                          |
| ------- | -------------------------------- |
| g.t.    | geen toernooi gehouden           |
| l.c.    | lagere categorie                 |
| –       | niet deelgenomen                 |
| G       | uitgeschakeld in de groepsfase   |
| 1R      | uitgeschakeld in de eerste ronde |
| 2R      | uitgeschakeld in de tweede ronde |
| 3R      | uitgeschakeld in de derde ronde  |
| 4R      | uitgeschakeld in de vierde ronde |
| KF      | uitgeschakeld in de kwartfinale  |
| HF      | uitgeschakeld in de halve finale |
| F       | de finale verloren               |
| W       | het toernooi gewonnen            |
| w-v     | winst/verlies-balans             |

### Enkelspel
| grandslamtoernooien   |      |        |
| Australian Open       | –    | 0-0    |
| Roland Garros         | –    | 0-0    |
| Wimbledon             | 1R   | 0-1    |
| US Open               | –    | 0-0    |
| winst-verlies         | 0–1  | 0-1    |
| ATP World Tour Finals |      |        |
| ATP World Tour Finals | –    | 0-0    |
| Olympische Spelen     |      |        |
| Olympische Spelen     | g.t. | 0-0    |
| statistieken          |      |        |
| totaal aantal titels  | 0    | 0      |
| totaal winst-verlies  | 0-1  | 0-1    |
| eindejaarsranking     | 289  | n.v.t. |

### Mannendubbelspel
| grandslamtoernooien   |      |        |
| Australian Open       | –    | 0-0    |
| Roland Garros         | –    | 0-0    |
| Wimbledon             | 1R   | 0-1    |
| US Open               | –    | 0-1    |
| winst-verlies         | 0–1  | 0-1    |
| ATP World Tour Finals |      |        |
| ATP World Tour Finals | –    | 0-0    |
| Olympische Spelen     |      |        |
| Olympische Spelen     | g.t. | 0-0    |
| statistieken          |      |        |
| totaal aantal titels  | 0    | 0      |
| eindejaarsranking     | 222  | n.v.t. |